# Agencia Nacional de Administración Fiscal

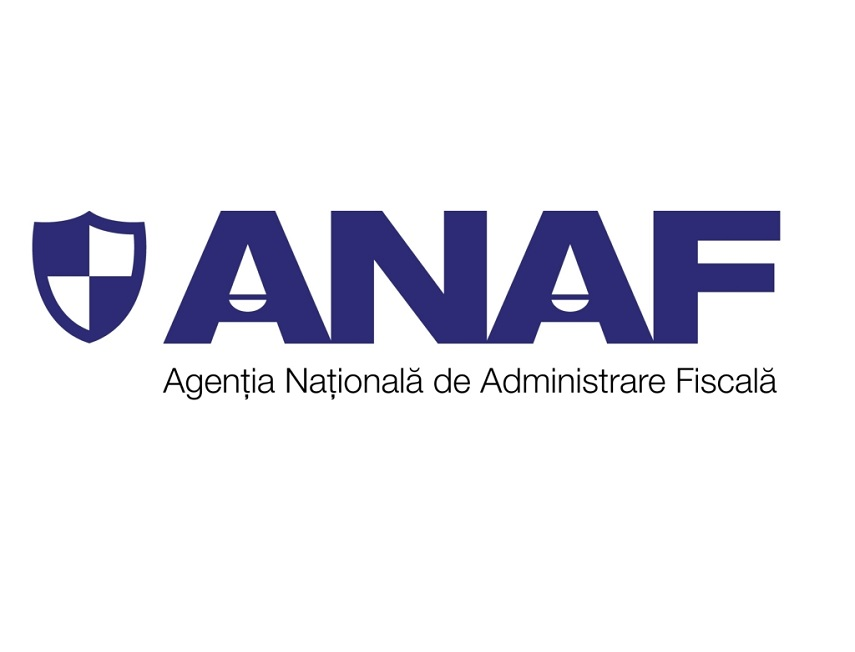
Sistema ANAF

Agencia Nacional de Administración Fiscal  ANAF (en rumano Agenția Națională de Administrare Fiscală) pertenece del Ministerio de Finanzas Públicas de Rumania. Ha sido creada en 2003 y ha empiezado funcionar el año siguiente. En 2020 la Agencia Nacional de Administración Fiscal ha introducido la identificación visual online para el registro en el Espacio Privado Virtual.
ANAF se divide en 8 regiones administrativas:
- Dirección Regional de Finanzas Públicas Ploiești
- Dirección Regional de Finanzas Públicas Timișoara
- Dirección regional de finanzas públicas Cluj-Napoca
- Dirección Regional de Finanzas Públicas Iași
- Dirección Regional de Finanzas Públicas Brașov
- Dirección Regional de Finanzas Públicas Craiova
- Dirección Regional de Finanzas Públicas Galați
- Dirección Regional de Finanzas Públicas Bucarest